# Rusizi FC
Der Rusizi Football Club ist ein burundischer Fußballklub mit Sitz in der Stadt Cibitoke. Er wurde im Jahr 2011 gegründet und die Mannschaft spielte in der Saison 2014/15 erstmals in der erstklassigen Ligue A. Ihre Heimspiele trägt sie im Stade Municipal aus.